# Харкановци
Харкановци су насељено место у саставу града Валпова у Осјечко-барањској жупанији, Република Хрватска.

## Историја
До територијалне реорганизације у Хрватској налазили су се у саставу старе општине Валпово.

## Становништво
На попису становништва 2011. године, Харкановци су имали 506 становника.

## Попис1991.
На попису становништва 1991. године, насељено место Харкановци је имало 665 становника, следећег националног састава:
| Попис 1991.‍  | Попис 1991.‍  | Попис 1991.‍ | Попис 1991.‍ | Попис 1991.‍ |
| ------------ | ------------ | ----------- | ----------- | ----------- |
|              |              |             |             |             |
| Хрвати       | Хрвати       |             | 644         | 96,84%      |
| Срби         | Срби         |             | 3           | 0,45%       |
| Југословени  | Југословени  |             | 1           | 0,15%       |
| Македонци    | Македонци    |             | 1           | 0,15%       |
| Немци        | Немци        |             | 1           | 0,15%       |
| неопредељени | неопредељени |             | 3           | 0,45%       |
| непознато    | непознато    |             | 12          | 1,80%       |
| укупно: 665  |              |             |             |             |